# سيدني ويب (لاعب كريكت)
سيدني ويب (بالإنجليزية: Sidney Webb)‏ (1 فبراير 1875 - 4 أبريل 1923) هو لاعب كريكت جنوب أفريقي. لعب مع Northern Cape (cricket team) ‏.

## وصلات خارجية
- سيدني ويب على موقع إي آس بي آن كريك إنفو (الإنجليزية)